# بين تايلور (لاعب كرة قاعدة أمريكي)
بين تايلور (بالإنجليزية: Ben Taylor)‏ هو لاعب كرة قاعدة أمريكي، ولد في 2 أبريل 1889 في باولي في الولايات المتحدة، وتوفي في 3 نوفمبر 1946 في مقاطعة مارتن في الولايات المتحدة.

## وصلات خارجية
- بين تايلور (لاعب كرة قاعدة أمريكي) على موقعبيزبول رفرنس.كوم (الدوري الرئيسي) (الإنجليزية)
- بين تايلور (لاعب كرة قاعدة أمريكي) على موقعبيزبول رفرنس.كوم (الدوري الثانوي) (الإنجليزية)